# Soye
Soye ist eine französische Gemeinde mit 364 Einwohnern (Stand: 1. Januar 2022) im Département Doubs in der Region Bourgogne-Franche-Comté.

## Geographie
Soye liegt auf 310 m, sieben Kilometer westlich von L’Isle-sur-le-Doubs und etwa 24 Kilometer westsüdwestlich der Stadt Montbéliard (Luftlinie). Das Dorf erstreckt sich in einer Talmulde des Ruisseau de Soye nördlich des Doubstals, in der gewellten Landschaft am Südrand der Kalkhochfläche zwischen den Tälern von Doubs und Ognon.
Die Fläche des 13,89 km² großen Gemeindegebiets umfasst einen Abschnitt nördlich des Doubstals. Der zentrale Teil des Gebietes wird von der Talmulde von Soye eingenommen, die rund 500 Meter breit ist. Sie wird durch den Ruisseau de Soye nach Süden zum Doubs entwässert. Nach Westen reicht der Gemeindeboden bis auf die Höhen des Grand Bois (bis 405 m). Nördlich der Talmulde von Soye steigt ein überwiegend von Acker- und Wiesland bestandener Hang sanft bis zur angrenzenden Kalkhochfläche an, auf der mit 507 Meter die höchste Erhebung von Soye erreicht wird. Es gibt hier keine oberirdischen Fließgewässer, weil das Niederschlagswasser im verkarsteten Untergrund versickert. Nahe dem nordwestlichen Gemeinderand befindet sich der Gouffre de Pourpevelle, eine Höhle mit unterirdischem Wasserlauf. Die östliche Gemeindegrenze verläuft in einem Trockental.
Nachbargemeinden von Soye sind Bournois und Accolans im Norden, Mancenans im Osten, Pompierre-sur-Doubs im Süden sowie Fontaine-lès-Clerval und Gondenans-Montby im Westen.

## Geschichte
Die Ursprünge von Soye gehen auf den Bau einer Burg im 12. Jahrhundert zurück. Seit dieser Zeit bildete Soye eine Herrschaft, die eng mit dem Kloster Lieu-Croissant im benachbarten Mancenans verbunden war. Im Jahr 1354 ging die Herrschaft in den Besitz der Familie von Neuchâtel über. Die ursprüngliche Burg wurde 1668 auf Befehl des französischen Königs Ludwig XIV. abgerissen. Zusammen mit der Franche-Comté gelangte Soye mit dem Frieden von Nimwegen 1678 an Frankreich. Heute ist Soye Teil des Gemeindeverbandes Deux Vallées Vertes.

## Sehenswürdigkeiten
Die Dorfkirche Saint-Désiré-et-Rainfroid wurde 1836 neu errichtet. Eine Landkapelle befindet sich auf freiem Feld nordöstlich des Dorfes. Von der mittelalterlichen Burg sind nur noch wenige Überreste sichtbar. Das in einem Park gelegene heutige Château wurde zu Beginn des 18. Jahrhunderts erbaut und besitzt zwei gedrungene Türme.

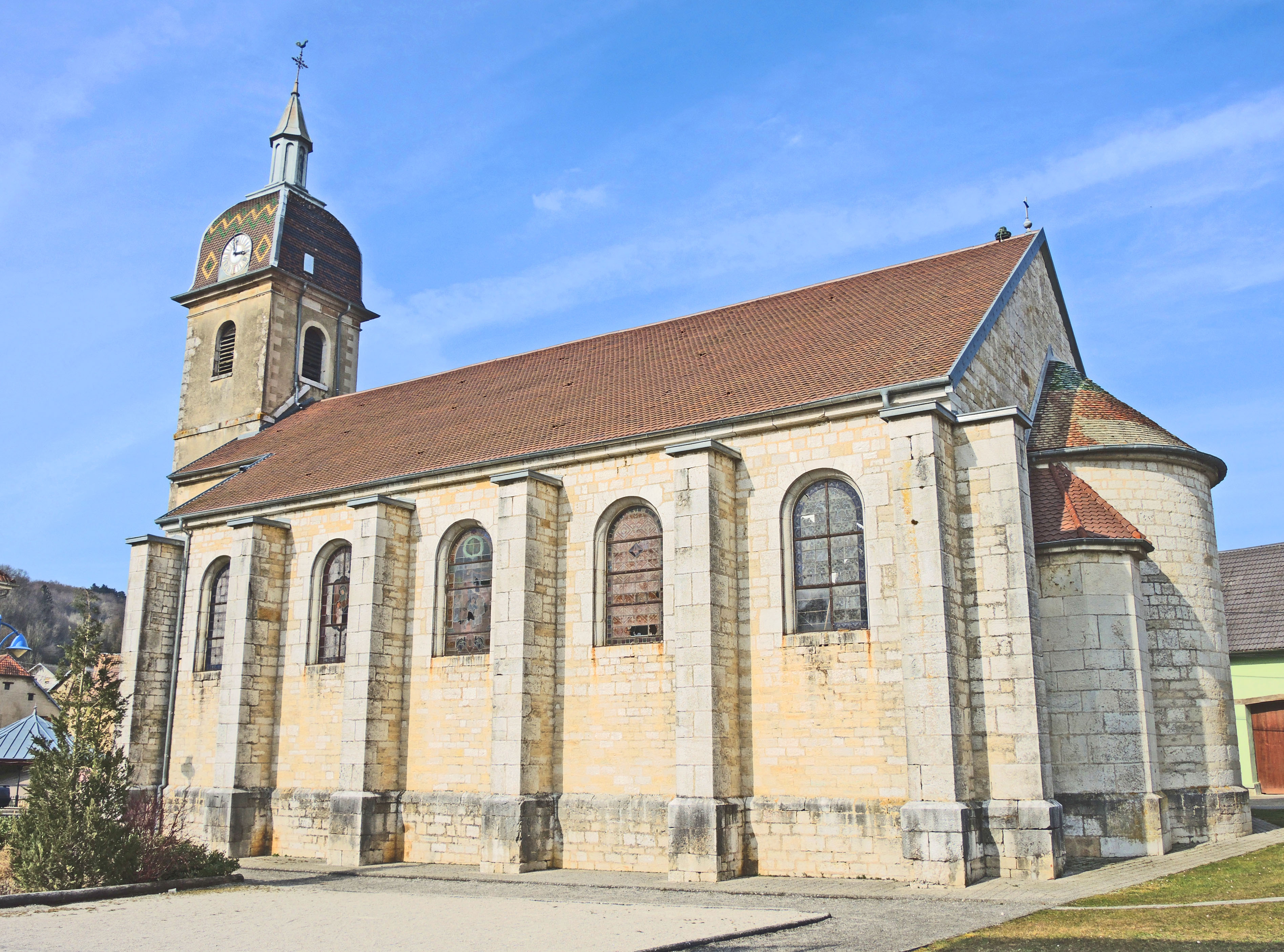
Kirche Saint-Dizier
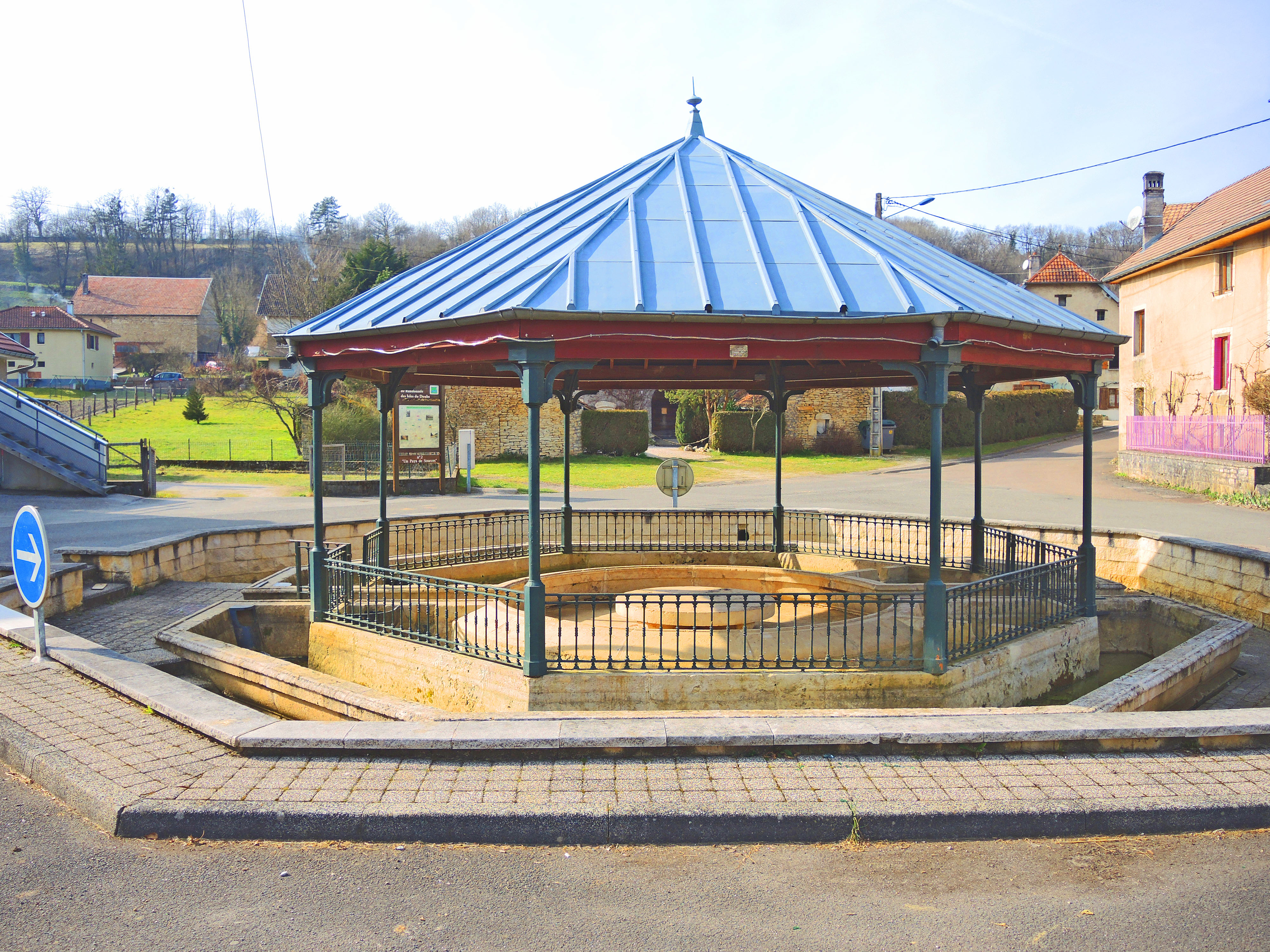
Lavoir
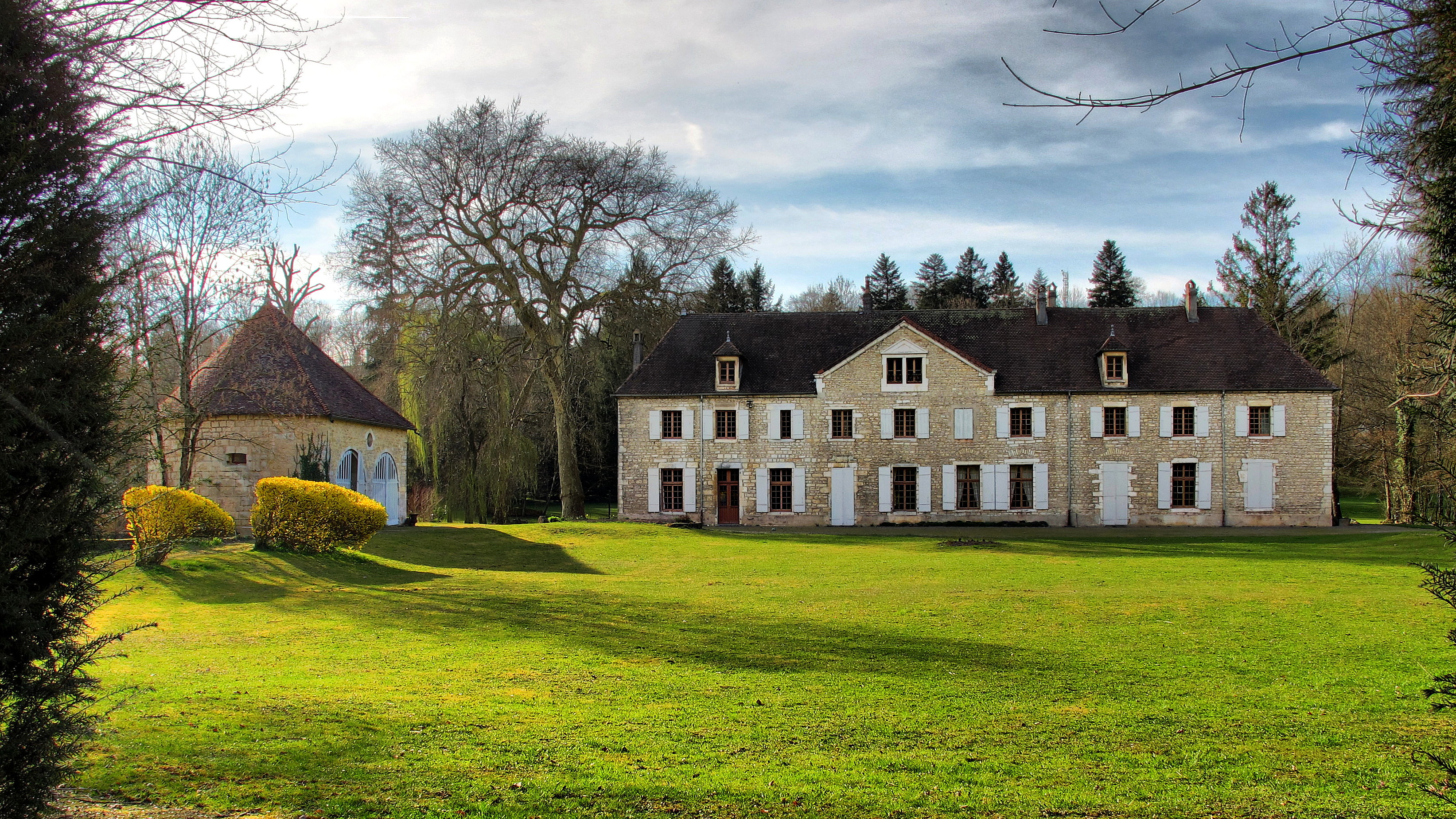
Schloss Soye

## Bevölkerung
| Jahr                       | 1962 | 1968 | 1975 | 1982 | 1990 | 1999 | 2006 | 2018 |
| Einwohner                  | 256  | 230  | 218  | 238  | 247  | 252  | 284  | 396  |
| Quellen: Cassini und INSEE |      |      |      |      |      |      |      |      |

Mit 364 Einwohnern (Stand 1. Januar 2022) gehört Soye zu den kleinen Gemeinden des Départements Doubs. Nachdem die Einwohnerzahl in der ersten Hälfte des 20. Jahrhunderts deutlich abgenommen hatte (1891 wurden noch 508 Personen gezählt), wurde seit Beginn der 1980er Jahre wieder ein leichtes Bevölkerungswachstum verzeichnet.

## Wirtschaft und Infrastruktur
Soye war bis weit ins 20. Jahrhundert hinein ein vorwiegend durch die Landwirtschaft (Ackerbau, Obstbau und Viehzucht) und die Forstwirtschaft geprägtes Dorf. Daneben gibt es heute einige Betriebe des lokalen Kleingewerbes. Mittlerweile hat sich das Dorf auch zu einer Wohngemeinde gewandelt. Viele Erwerbstätige sind deshalb Wegpendler, die in den größeren Ortschaften der Umgebung ihrer Arbeit nachgehen.
Die Ortschaft liegt abseits der größeren Durchgangsstraßen an einer Departementsstraße, die von L’Isle-sur-le-Doubs nach Rougemont führt. Der nächste Anschluss an die Autobahn A36 befindet sich in einer Entfernung von ungefähr 14 Kilometern. Weitere Straßenverbindungen bestehen mit Bournois, Pompierre-sur-Doubs und Clerval.

## Persönlichkeiten
- François-Virgile Dubillard (1845–1914), römisch-katholischer Geistlicher, Erzbischof von Chambéry